# Triesen

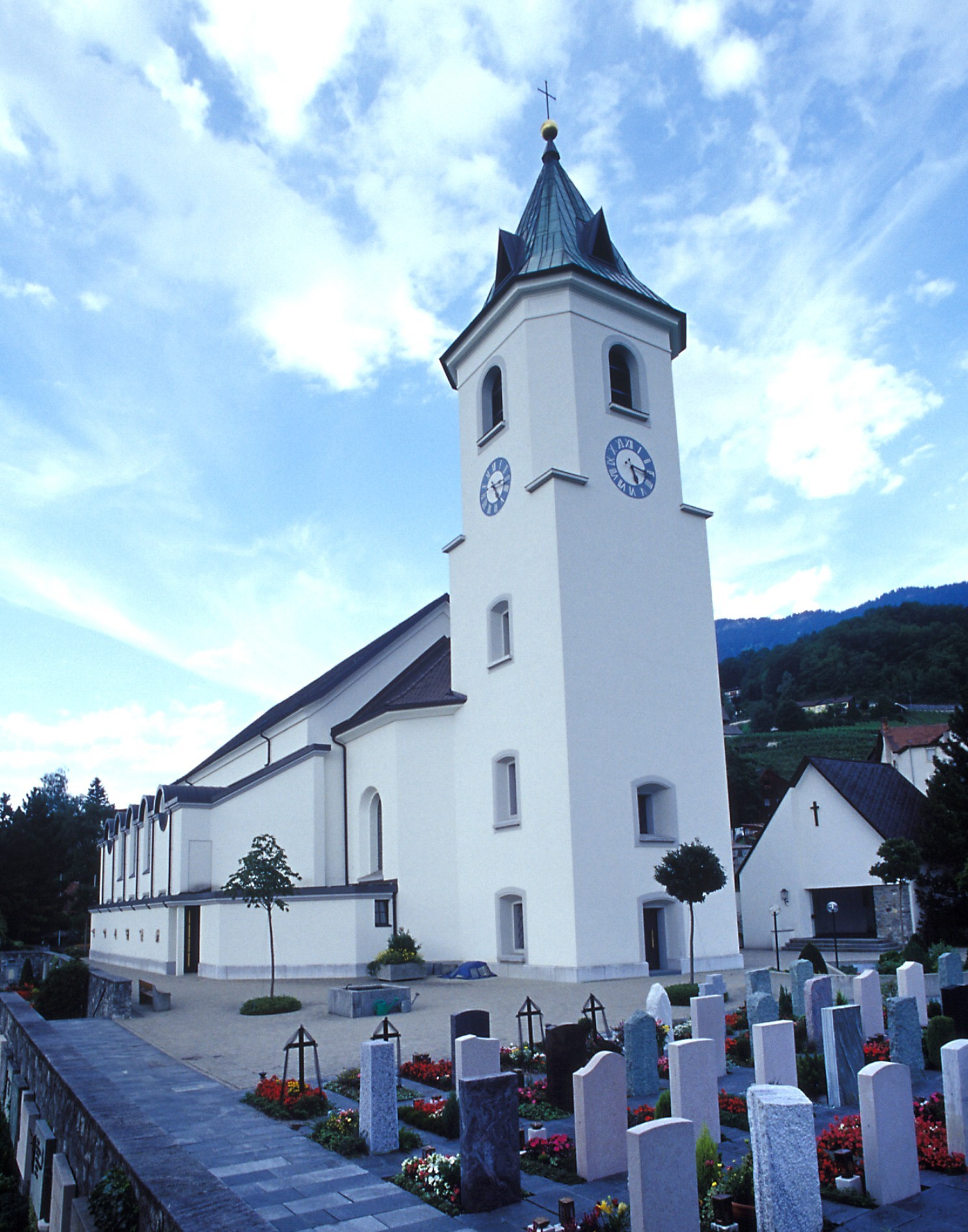
L'église de Triesen.

Triesen est une commune du Liechtenstein. Avec 5 120 habitants en 2017, elle constitue la troisième commune du pays en nombre d’habitants.  
Triesen abrite quelques églises historiques du XVe siècle et un moulin de 1863 considéré monument historique.

## Géographie
Les communes limitrophes sont Vaduz, Triesenberg, Schaan, Balzers, Sevelen, Wartau, Maienfeld et Fläsch.

## Personnalités liées à la commune
- Marion Kindle-Kühnis (née en 1979), membre du Parlement
- Christian Batliner (né en 1968), membre du Parlement
- Oskar Werner (1922-1984), acteur autrichien, y est enterré (il avait choisi le Liechtenstein comme pays d’adoption)

## Armoiries
Les armoiries se blasonnent ainsi : d’azur à trois fers de faux d’argent en pal.

## Politique et administration
La commune est administrée par un conseil municipal de onze membres, dont le maire, élus pour quatre ans par les citoyens.
| Période                                  | Période  | Identité     | Étiquette | Qualité |
| ---------------------------------------- | -------- | ------------ | --------- | ------- |
| 2003                                     | 2007     | Xaver Hoch   | FBP       |         |
| 2007                                     | 2019     | Günter Mahl  | FBP       |         |
| 2019                                     | En cours | Daniela Erne | VU        |         |
| Les données manquantes sont à compléter. |          |              |           |         |